# Grasshopper Club Zürich 2016-2017
Questa voce raccoglie le informazioni riguardanti il Grasshopper Club Zürich nelle competizioni ufficiali della stagione 2016-2017.

## Stagione
Nella stagione 2016-2017 il Grasshoppers, allenato da Pierluigi Tami e Carlos Bernegger, concluse il campionato di Super League all'8º posto. In Coppa Svizzera il Grasshoppers fu eliminato agli ottavi di finale dallo Young Boys. In Europa League il Grasshoppers fu eliminato ai playoff dal Fenerbahçe.

## Rosa
| N. |                         | Ruolo | Calciatore             |
| -- | ----------------------- | ----- | ---------------------- |
| 1  | Serbia (bandiera)       | P     | Vaso Vasić             |
| 3  | Serbia (bandiera)       | D     | Nemanja Antonov        |
| 4  | Serbia (bandiera)       | D     | Milan Vilotić          |
| 6  | Kosovo (bandiera)       | D     | Alban Pnishi           |
| 7  | Islanda (bandiera)      | C     | Rúnar Már Sigurjónsson |
| 8  | Croazia (bandiera)      | C     | Marko Bašić            |
| 9  | Israele (bandiera)      | A     | Moanes Dabour          |
| 10 | Danimarca (bandiera)    | C     | Lucas Andersen         |
| 11 | Kosovo (bandiera)       | C     | Mërgim Brahimi         |
| 13 | Svezia (bandiera)       | D     | Emil Bergström         |
| 14 | Svizzera (bandiera)     | D     | Numa Lavanchy          |
| 17 | Svizzera (bandiera)     | A     | Nicolas Hunziker       |
| 18 | Svizzera (bandiera)     | P     | Joël Mall              |
| 19 | Svizzera (bandiera)     | A     | Haris Tabaković        |
| 20 | RD del Congo (bandiera) | A     | Ridge Munsy            |

| N. |                               | Ruolo | Calciatore       |
| -- | ----------------------------- | ----- | ---------------- |
| 21 | Brasile (bandiera)            | C     | Caio             |
| 22 | Svizzera (bandiera)           | D     | Cédric Zesiger   |
| 23 | Svizzera (bandiera)           | C     | Charles Pickel   |
| 24 | Svizzera (bandiera)           | D     | Jan Bamert       |
| 25 | Iraq (bandiera)               | A     | Sherko Karim     |
| 26 | Danimarca (bandiera)          | C     | Patrick Olsen    |
| 27 | Svizzera (bandiera)           | P     | Gion Chande      |
| 28 | Svizzera (bandiera)           | C     | Roberto Alves    |
| 28 | Svizzera (bandiera)           | C     | Meriton Kastrati |
| 28 | Svizzera (bandiera)           | C     | Petar Pusic      |
| 29 | Albania (bandiera)            | D     | Arijan Qollaku   |
| 30 | Albania (bandiera)            | C     | Nedim Bajrami    |
| 32 | Svizzera (bandiera)           | C     | Valon Fazliu     |
| 35 | Macedonia del Nord (bandiera) | C     | Nikola Gjorgjev  |

## Organigramma societario
Area tecnica
- Allenatore: Carlos Bernegger
- Allenatore in seconda: Zoltan Kadar
- Preparatore dei portieri: Christoph Born
- Preparatori atletici:

## Maglie e sponsor
| Casa | Trasferta |

## Calciomercato

### Sessione estiva
| Acquisti | Acquisti               | Acquisti        | Acquisti |
| R.       | Nome                   | da              | Modalità |
| -------- | ---------------------- | --------------- | -------- |
| A        | Nicolas Hunziker       | Basilea         |          |
| D        | Cédric Zesiger         | Neuchâtel Xamax |          |
| C        | Rúnar Már Sigurjónsson | GIF Sundsvall   |          |
| C        | Lucas Andersen         | Jong Ajax       |          |
| D        | Levent Gülen           | Vaduz           |          |
| D        | Numa Lavanchy          | Losanna         |          |
| A        | Ridge Munsy            | Thun            |          |

| Cessioni | Cessioni        | Cessioni        | Cessioni |
| R.       | Nome            | a               | Modalità |
| -------- | --------------- | --------------- | -------- |
| A        | Florian Kamberi | Karlsruhe       |          |
| D        | Levent Gülen    | Kayserispor     |          |
| D        | Moritz Bauer    | Rubin           |          |
| A        | Moanes Dabour   | Salisburgo      |          |
| C        | Manuel Kubli    | Rapperswil-Jona |          |
| D        | Noah Loosli     | Wohlen          |          |
| C        | Georgi Milanov  | CSKA Mosca      |          |
| A        | Shani Tarashaj  | Everton         |          |

### Sessione invernale
| Acquisti | Acquisti       | Acquisti   | Acquisti |
| R.       | Nome           | da         | Modalità |
| -------- | -------------- | ---------- | -------- |
| C        | Charles Pickel | Basilea    |          |
| D        | Milan Vilotić  | Young Boys |          |
| D        | Emil Bergström | Rubin      |          |
| P        | Gion Chande    | Vaduz      |          |
| C        | Patrick Olsen  | Lens       |          |

| Cessioni | Cessioni           | Cessioni    | Cessioni |
| R.       | Nome               | a           | Modalità |
| -------- | ------------------ | ----------- | -------- |
| C        | Kim Källström      | Djurgården  |          |
| C        | Semir Musić        | Syrianska   |          |
| C        | Harun Alpsoy       | Antalyaspor |          |
| P        | Mateo Matic        | Sciaffusa   |          |
| D        | Jean-Pierre Rhyner | Sciaffusa   |          |
| D        | Alexandre Barthe   | FCU Craiova |          |

## Risultati

### Super League

#### Prima fase, girone di andata
| Arbitro: | Erlachner |

|               |           |  |
| Caio 24’, 64’ | Marcatori |  |

| Arbitro: | Klossner |

|                                           |           |                            |
| Jurić 34’ (rig.), 79’ Hyka 45’ Puljić 58’ | Marcatori | 50’ Andersen 52’, 87’ Caio |

| Arbitro: | Amhof |

|                     |           |          |
| Buess 45’ Tafer 49’ | Marcatori | 87’ Caio |

| Arbitro: | San |

|                                |           |           |
| Schindelholz 45’ Fassnacht 88’ | Marcatori | 43’ Munsy |

| Arbitro: | Jaccottet |

|                        |           |         |
| Tabaković 84’ Caio 87’ | Marcatori | 16’ Bia |

| Arbitro: | Klossner |

|                                                         |           |          |
| Munsy 39’ Lavanchy 74’ Sigurjónsson 86’ Caio 90’ (rig.) | Marcatori | 58’ Frey |

| Arbitro: | Schärer |

|                                |           |                  |
| Bjarnason 29’ Doumbia 31’, 86’ | Marcatori | 45’ Sigurjónsson |

| Arbitro: | Schnyder |

|                         |           |  |
| Rosseti 31’ Alioski 67’ | Marcatori |  |

| Arbitro: | Tschudi |

|                       |           |                 |
| Sigurjónsson 23’, 51’ | Marcatori | 69’ Kukuruzović |

#### Prima fase, girone di ritorno
| Arbitro: | Bieri |

|                                                |           |                                  |
| Munsy 12’ Sigurjónsson 36’ (rig.) Hunziker 57’ | Marcatori | 17’ Rodríguez 73’ (rig.) Neumayr |

| Arbitro: | Jaccottet |

|                                               |           |                     |
| Akolo 27’, 29’ Ziegler 35’ (rig.), 90’ (rig.) | Marcatori | 69’ Bašić 80’ Munsy |

| Arbitro: | Amhof |

|                                               |           |  |
| Ravet 6’ (rig.) Kubo 21’ Zakaria 59’ Frey 65’ | Marcatori |  |

| Arbitro: | Schärer |

|  |           |                         |
|  | Marcatori | 17’, 22’ (rig.) Delgado |

| Vaduz 6 novembre 2016, ore 13:45 CET 14ª giornata | Vaduz | 0 – 0 referto | Grasshoppers | Rheinpark (4 085 spett.)\| Arbitro: \| Pache \| |
| Arbitro:                                          | Pache |               |              |                                                 |

| Arbitro: | Gut |

|          |           |               |
| Caio 25’ | Marcatori | 57’ Fassnacht |

| Arbitro: | Erlachner |

|                       |           |                       |
| Andersen 26’ Caio 73’ | Marcatori | 29’ Ajeti 75’ Wittwer |

| Arbitro: | Bieri |

|               |           |                              |
| Margiotta 68’ | Marcatori | 6’ Sigurjónsson 32’ Lavanchy |

| Zurigo 11 dicembre 2016, ore 13:45 CET 18ª giornata | Grasshoppers | 0 – 0 referto | Lugano | Stadio Letzigrund (4 200 spett.)\| Arbitro: \| Jaccottet \| |
| Arbitro:                                            | Jaccottet    |               |        |                                                             |

#### Seconda fase, girone di andata
| Arbitro: | Klossner |

|  |           |            |
|  | Marcatori | 37’ Sorgić |

| Arbitro: | Schnyder |

|                                        |           |  |
| Sabbatini 11’ Carlinhos 18’ Sadiku 71’ | Marcatori |  |

| Arbitro: | Klossner |

|  |           |         |
|  | Marcatori | 31’ Bia |

| Arbitro: | San |

|                             |           |                                   |
| Dabour 32’ Mvogo 90’ (aut.) | Marcatori | 22’, 28’ Assalé 41’ (rig.) Hoarau |

| Arbitro: | Schärer |

|             |           |                 |
| Schürpf 73’ | Marcatori | 8’ Sigurjónsson |

| Arbitro: | Amhof |

|               |           |                       |
| Bergström 82’ | Marcatori | 44’ Grippo 75’ Zárate |

| Arbitro: | Klossner |

|          |           |  |
| Zuffi 6’ | Marcatori |  |

| Losanna 2 aprile 2017, ore 16:00 CEST 26ª giornata | Losanna | 0 – 0 referto | Grasshoppers | Stade Olympique de la Pontaise (4 332 spett.)\| Arbitro: \| San \| |
| Arbitro:                                           | San     |               |              |                                                                    |

| Arbitro: | Erlachner |

|                          |           |             |
| Dabour 35’, 69’ Caio 74’ | Marcatori | 45’ Wittwer |

#### Seconda fase, girone di ritorno
| Arbitro: | Jaccottet |

|  |           |            |
|  | Marcatori | 82’ Dabour |

| Arbitro: | Schnyder |

|                                     |           |              |
| Caio 15’, 30’ Bamert 47’ Dabour 66’ | Marcatori | 43’ Knežević |

| Arbitro: | Bieri |

|  |           |             |
|  | Marcatori | 16’ Mariani |

| Arbitro: | Erlachner |

|                       |           |                                        |
| Zárate 4’ Avdijaj 58’ | Marcatori | 30’ Caio 60’, 61’ Andersen 65’ Vilotić |

| Arbitro: | Schnyder |

|            |           |            |
| Dabour 12’ | Marcatori | 60’ Torres |

| Arbitro: | Tschudi |

|                                     |           |             |
| Rapp 54’ Geissmann 64’ Reinmann 65’ | Marcatori | 4’ Andersen |

| Arbitro: | Jaccottet |

|                                     |           |           |
| Aleksić 34’ Tafer 77’, 84’ Wiss 82’ | Marcatori | 1’ Dabour |

| Arbitro: | Hänni |

|          |           |                             |
| Caio 63’ | Marcatori | 42’ Akanji 85’, 88’ Doumbia |

| Arbitro: | Pache |

|              |           |              |
| Maceiras 90’ | Marcatori | 90’ Andersen |

### Coppa Svizzera
| Arbitro: | Jaccottet |

|  |           |                           |
|  | Marcatori | 105’ Bamert 120’ Gjorgjev |

| Arbitro: | Gut |

|            |           |                                                 |
| Oergel 64’ | Marcatori | 8’, 42’ Hunziker 63’ Tabaković 75’ Sigurjónsson |

| Arbitro: | Klossner |

|                                                    |           |  |
| Hoarau 17’ Kubo 21’ Ravet 46’ Mbabu 77’ Sanogo 85’ | Marcatori |  |

### Europa League

#### Fase di qualificazione
| Arbitro: | Kjærsgaard-Andersen |

|                                   |           |                                 |
| Beck 46’, 50’ Hauksson 77’ (rig.) | Marcatori | 18’ Munsy 36’ Gjorgjev 59’ Caio |

| Arbitro: | Papir |

|                       |           |          |
| Sigurjónsson 45’, 68’ | Marcatori | 52’ Beck |

| Arbitro: | Treimanis |

|                            |           |               |
| Tabaković 11’ Lavanchy 90’ | Marcatori | 76’ Guié-Guié |

| Arbitro: | Marriner |

|                                          |           |                                      |
| Vinícius 73’ Papoulīs 87’ Guié-Guié 101’ | Marcatori | 77’ Andersen 103’ Caio 120’ Gjorgjev |

| Arbitro: | Schörgenhofer |

|                               |           |  |
| Chahechouhe 4’ Stoch 72’, 90’ | Marcatori |  |

| Arbitro: | Makkelie |

|  |           |                         |
|  | Marcatori | 77’ Fernandão 84’ Stoch |

## Statistiche

### Statistiche di squadra
| Competizione   | Punti | In casa | In casa | In casa | In casa | In casa | In casa | In trasferta | In trasferta | In trasferta | In trasferta | In trasferta | In trasferta | Totale | Totale | Totale | Totale | Totale | Totale | DR  |
| Competizione   | Punti | G       | V       | N       | P       | Gf      | Gs      | G            | V            | N            | P            | Gf           | Gs           | G      | V      | N      | P      | Gf     | Gs     | DR  |
| -------------- | ----- | ------- | ------- | ------- | ------- | ------- | ------- | ------------ | ------------ | ------------ | ------------ | ------------ | ------------ | ------ | ------ | ------ | ------ | ------ | ------ | --- |
| Super League   | 38    | 18      | 7       | 4       | 7       | 28      | 24      | 18           | 3            | 4            | 11           | 19           | 37           | 36     | 10     | 8      | 18     | 47     | 61     | -14 |
| Coppa Svizzera | -     | 0       | 0       | 0       | 0       | 0       | 0       | 3            | 2            | 0            | 1            | 6            | 6            | 3      | 2      | 0      | 1      | 6      | 6      | 0   |
| Europa League  | -     | 3       | 2       | 0       | 1       | 4       | 4       | 3            | 0            | 2            | 1            | 6            | 9            | 6      | 2      | 2      | 2      | 10     | 13     | -3  |
| Totale         | 38    | 21      | 9       | 4       | 8       | 32      | 28      | 24           | 5            | 6            | 13           | 31           | 52           | 45     | 14     | 10     | 21     | 63     | 80     | -17 |

### Andamento in campionato
| Giornata  | 1 | 2 | 3 | 4 | 5 | 6 | 7 | 8 | 9 | 10 | 11 | 12 | 13 | 14 | 15 | 16 | 17 | 18 | 19 | 20 | 21 | 22 | 23 | 24 | 25 | 26 | 27 | 28 | 29 | 30 | 31 | 32 | 33 | 34 | 35 | 36 |
| --------- | - | - | - | - | - | - | - | - | - | -- | -- | -- | -- | -- | -- | -- | -- | -- | -- | -- | -- | -- | -- | -- | -- | -- | -- | -- | -- | -- | -- | -- | -- | -- | -- | -- |
| Luogo     | C | T | T | T | C | C | T | T | C | C  | T  | T  | C  | T  | C  | C  | T  | C  | C  | T  | C  | C  | T  | C  | T  | T  | C  | T  | C  | C  | T  | C  | T  | T  | C  | T  |
| Risultato | V | P | P | P | V | V | P | P | V | V  | P  | P  | P  | N  | N  | N  | V  | N  | P  | P  | P  | P  | N  | P  | P  | N  | V  | V  | V  | P  | V  | N  | P  | P  | P  | N  |
| Posizione | 2 | 3 | 6 | 8 | 6 | 4 | 6 | 7 | 6 | 4  | 5  | 7  | 7  | 6  | 6  | 5  | 5  | 5  | 5  | 6  | 6  | 8  | 8  | 8  | 9  | 9  | 9  | 7  | 6  | 6  | 6  | 6  | 7  | 8  | 8  | 8  |

Legenda:

Luogo: C = Casa; T = Trasferta. Risultato: V = Vittoria; N = Pareggio; P = Sconfitta.

### Statistiche dei giocatori
| Giocatore       | Super League | Super League | Super League | Super League | Coppa Svizzera | Coppa Svizzera | Coppa Svizzera | Coppa Svizzera | Europa League | Europa League | Europa League | Europa League | Totale   | Totale | Totale      | Totale     |
| Giocatore       | Presenze     | Reti         | Ammonizioni  | Espulsioni   | Presenze       | Reti           | Ammonizioni    | Espulsioni     | Presenze      | Reti          | Ammonizioni   | Espulsioni    | Presenze | Reti   | Ammonizioni | Espulsioni |
| --------------- | ------------ | ------------ | ------------ | ------------ | -------------- | -------------- | -------------- | -------------- | ------------- | ------------- | ------------- | ------------- | -------- | ------ | ----------- | ---------- |
| H. Alpsoy       | 2            | 0            | 0            | 0            | 1              | 0              | 0              | 0              | 1             | 0             | 0             | 0             | 4        | 0      | 0           | 0          |
| R. Alves        | 0            | 0            | 0            | 0            | 0              | 0              | 0              | 0              | 0             | 0             | 0             | 0             | 0        | 0      | 0           | 0          |
| L. Andersen     | 33           | 6            | 4            | 0            | 2              | 0              | 0              | 0              | 6             | 1             | 0             | 0             | 41       | 7      | 4           | 0          |
| N. Antonov      | 28           | 0            | 4            | 0            | 2              | 0              | 0              | 0              | 2             | 0             | 0             | 0             | 32       | 0      | 4           | 0          |
| N. Bajrami      | 7            | 0            | 1            | 0            | 0              | 0              | 0              | 0              | 0             | 0             | 0             | 0             | 7        | 0      | 1           | 0          |
| J. Bamert       | 26           | 1            | 4            | 0            | 2              | 1              | 1              | 0              | 5             | 0             | 2             | 0             | 33       | 2      | 7           | 0          |
| A. Barthe       | 0            | 0            | 0            | 0            | 0              | 0              | 0              | 0              | 0             | 0             | 0             | 0             | 0        | 0      | 0           | 0          |
| M. Bašić        | 16           | 1            | 7            | 0            | 3              | 0              | 0              | 0              | 5             | 0             | 1             | 0             | 24       | 1      | 8           | 0          |
| E. Bergström    | 18           | 1            | 2            | 0            | 0              | 0              | 0              | 0              | 0             | 0             | 0             | 0             | 18       | 1      | 2           | 0          |
| M. Brahimi      | 29           | 0            | 7            | 0            | 3              | 0              | 1              | 0              | 6             | 0             | 0             | 0             | 38       | 0      | 8           | 0          |
| C. Caio         | 34           | 14           | 4            | 0            | 2              | 0              | 1              | 0              | 4             | 2             | 1             | 0             | 40       | 16     | 6           | 0          |
| G. Chande       | 0            | 0            | 0            | 0            | 0              | 0              | 0              | 0              | 0             | 0             | 0             | 0             | 0        | 0      | 0           | 0          |
| M. Dabour       | 13           | 7            | 6            | 1            | 0              | 0              | 0              | 0              | 0             | 0             | 0             | 0             | 13       | 7      | 6           | 1          |
| V. Fazliu       | 4            | 0            | 1            | 0            | 0              | 0              | 0              | 0              | 0             | 0             | 0             | 0             | 4        | 0      | 1           | 0          |
| N. Gjorgjev     | 18           | 0            | 0            | 0            | 2              | 1              | 1              | 0              | 5             | 2             | 0             | 0             | 25       | 3      | 1           | 0          |
| L. Gülen        | 1            | 0            | 0            | 0            | 0              | 0              | 0              | 0              | 0             | 0             | 0             | 0             | 1        | 0      | 0           | 0          |
| N. Hunziker     | 14           | 1            | 0            | 0            | 2              | 2              | 0              | 0              | 0             | 0             | 0             | 0             | 16       | 3      | 0           | 0          |
| F. Kamberi      | 4            | 0            | 0            | 0            | 1              | 0              | 0              | 0              | 5             | 0             | 1             | 0             | 10       | 0      | 1           | 0          |
| S. Karim        | 3            | 0            | 0            | 0            | 3              | 0              | 0              | 0              | 1             | 0             | 0             | 0             | 7        | 0      | 0           | 0          |
| M. Kastrati     | 0            | 0            | 0            | 0            | 0              | 0              | 0              | 0              | 0             | 0             | 0             | 0             | 0        | 0      | 0           | 0          |
| K. Källström    | 16           | 0            | 7            | 0            | 1              | 0              | 0              | 0              | 4             | 0             | 1             | 0             | 21       | 0      | 8           | 0          |
| N. Lavanchy     | 35           | 2            | 6            | 0            | 3              | 0              | 1              | 0              | 5             | 1             | 0             | 0             | 43       | 3      | 7           | 0          |
| B. Lüthi        | 7            | 0            | 2            | 0            | 1              | 0              | 0              | 0              | 6             | 0             | 2             | 0             | 14       | 0      | 4           | 0          |
| J. Mall         | 16           | 0            | 0            | 0            | 2              | 0              | 0              | 0              | 5             | 0             | 1             | 0             | 23       | 0      | 1           | 0          |
| M. Matic        | 0            | 0            | 0            | 0            | 0              | 0              | 0              | 0              | 0             | 0             | 0             | 0             | 0        | 0      | 0           | 0          |
| R. Munsy        | 32           | 4            | 3            | 0            | 2              | 0              | 1              | 0              | 5             | 1             | 1             | 0             | 39       | 5      | 5           | 0          |
| S. Musić        | 0            | 0            | 0            | 0            | 0              | 0              | 0              | 0              | 0             | 0             | 0             | 0             | 0        | 0      | 0           | 0          |
| P. Olsen        | 6            | 0            | 2            | 1            | 0              | 0              | 0              | 0              | 0             | 0             | 0             | 0             | 6        | 0      | 2           | 1          |
| C. Pickel       | 12           | 0            | 3            | 0            | 0              | 0              | 0              | 0              | 0             | 0             | 0             | 0             | 12       | 0      | 3           | 0          |
| A. Pnishi       | 23           | 0            | 4            | 0            | 0              | 0              | 0              | 0              | 6             | 0             | 1             | 0             | 29       | 0      | 5           | 0          |
| P. Pusic        | 1            | 0            | 0            | 0            | 0              | 0              | 0              | 0              | 0             | 0             | 0             | 0             | 1        | 0      | 0           | 0          |
| A. Qollaku      | 1            | 0            | 0            | 0            | 0              | 0              | 0              | 0              | 0             | 0             | 0             | 0             | 1        | 0      | 0           | 0          |
| J. Rhyner       | 1            | 0            | 1            | 0            | 2              | 0              | 1              | 0              | 1             | 0             | 1             | 0             | 4        | 0      | 3           | 0          |
| R. Sigurjónsson | 31           | 7            | 2            | 0            | 2              | 1              | 0              | 0              | 6             | 2             | 0             | 0             | 39       | 10     | 2           | 0          |
| H. Tabaković    | 19           | 1            | 0            | 0            | 3              | 1              | 0              | 0              | 4             | 1             | 0             | 0             | 26       | 3      | 0           | 0          |
| V. Vasić        | 20           | 0            | 2            | 0            | 1              | 0              | 0              | 0              | 1             | 0             | 0             | 0             | 22       | 0      | 2           | 0          |
| M. Vilotić      | 13           | 1            | 5            | 0            | 0              | 0              | 0              | 0              | 0             | 0             | 0             | 0             | 13       | 1      | 5           | 0          |
| C. Zesiger      | 7            | 0            | 1            | 0            | 2              | 0              | 0              | 0              | 0             | 0             | 0             | 0             | 9        | 0      | 1           | 0          |